# كلايد إس. كاهيل جونيور
كلايد إس. كاهيل جونيور (بالإنجليزية: Clyde S. Cahill Jr.)‏ هو محامي وقاضي أمريكي، ولد في 9 أبريل 1923 في سانت لويس في الولايات المتحدة، وتوفي بنفس المكان في 18 أغسطس 2004.